# 短梗星毛杜鹃
短梗星毛杜鹃（学名：Rhododendron asterochnoum var. brevipedicellatum）为杜鹃花科杜鹃花属下的一个变种。

## 扩展阅读
- 維基物種上的相關：短梗星毛杜鹃